# Njemačko-ilirski slovar
Njemačko-ilirski slovar (Deutsch-ilirisches Wörterbuch. – Němačko-ilirski slovar.) Ivana Mažuranića i Jakova Užarevića iz 1842. godine prvi je uistinu moderan hrvatski rječnik, nastao u vrijeme i kao rezultat Hrvatskog narodnog preporoda. Sadrži preko 40.000 natuknica  (po brojanju Marka Samardžije, u "Iz triju stoljeća hrvatskoga standardnog jezika, Zagreb, 1997.", oko 70.000 hrvatskih natuknica) uz obilje novotvorenica (npr. računovodstvo, nosorog, sladoled, samoubojstvo, sadra, sebeljublje, vodopad, vodovod, veleizdaja, velegrad) koje su s vremenom ušle u svakodnevnu uporabu. Ilirski odnosno hrvatski dio rječnika pisan je latinicom, njemački dio rječnika pisan je goticom.

## Vanjske poveznice
- Ivan Mažuranić, Jakov Užarević: Němačko-ilirski slovar, 1842., Google Knjige